# Le berceau de cristal
Le Berceau de Cristal ist ein französischer Film von Regisseur Philippe Garrel aus dem Jahr 1976. Der Film handelt von der Liebe zwischen dem Maler Gérard und seiner Freundin Marianne. Die beiden verbringen eine idyllische Zeit miteinander, doch als Gérard eine Affäre mit einer anderen Frau beginnt, gerät ihre Beziehung in eine Krise.

## Handlung
Gérard ist ein junger Maler, der in Paris lebt. Er verbringt seine Zeit damit, sich mit Freunden zu treffen und Partys zu feiern. Eines Tages lernt er die junge Marianne kennen und verliebt sich in sie. Die beiden verbringen eine idyllische Zeit miteinander und ziehen gemeinsam in ein altes Haus auf dem Land. Doch als Gérard eine Affäre mit einer anderen Frau beginnt, gerät ihre Beziehung in eine Krise. Marianne ist verletzt und fühlt sich betrogen. Gérard hingegen kann seine Gefühle nicht richtig ausdrücken und zieht sich immer mehr zurück. Als er schließlich einen Nervenzusammenbruch erleidet, wird er in eine Klinik eingewiesen. In der Klinik trifft Gérard auf andere Patienten, darunter den Schauspieler Pierre, der ihm hilft, seine Gefühle zu sortieren. Nach seiner Entlassung kehrt Gérard zu Marianne zurück und versucht, ihre Beziehung zu retten. Doch es ist bereits zu spät und Marianne entscheidet sich dafür, die Beziehung zu beenden.

## Kritik
Le Berceau de Cristal gilt als einer der bedeutendsten Filme des französischen Kinos der 1970er Jahre. Der Film behandelt Themen wie Liebe, Eifersucht und Einsamkeit auf eine poetische und melancholische Art und Weise. Insbesondere die Darstellung von Nico als Gérard wird von vielen Kritikern als herausragend gelobt.

## Auszeichnungen
Der Film erhielt bei den Filmfestspielen von Cannes 1976 eine Nominierung für die Goldene Palme. In Frankreich wurde der Film ein Kultklassiker und gilt als eines der wichtigsten Werke des französischen Kinos der 1970er Jahre.

## Soundtrack
Der Titeltrack des Films wurde am 7. August 1975 im Palais des Festivals et des Congrès in Cannes von Ash Ra Tempel während eines gemeinsamen Konzerts mit Can aufgenommen.